# На сонці (картина)
На сонці (рос. На солнце) — картина Олександра Самохвалова (рос. Алекса́ндр Никола́евич Самохва́лов, 1894—1971), із зображенням його дружини, художниці Марії Олексіївни Клещар-Самохвалової (рос. Мария Алексеевна Клещар-Самохвалова; 1915—2000).